# Torneo WTA de Abu Dabi 2021
El Abu Dabi Open 2021 fue un torneo profesional de tenis femenino organizado por la Asociación Femenina de Tenis. Fue la primera edición de este torneo y estuvo dentro de la categoría WTA 500. El torneo se jugó la segunda semana de enero y fue el primer torneo del WTA Tour 2021.

## Puntos y premios

### Distribución de puntos
| Modalidad    | G   | F   | SF  | CF  | Ronda de 16 | Ronda de 32 | Ronda de 64 | C  | C2 | C1 |
| Individuales | 470 | 305 | 185 | 120 | 55          | 30          | 1           | 25 | 13 | 1  |
| Dobles       | 470 | 305 | 185 | 120 | 55          | 1           |             |    |    |    |

### Premios en dinero
| Modalidad    | G       | F       | SF      | CF      | Ronda de 16 | Ronda de 32 | Ronda de 64 | C2     | C1     |
| Individuales | $68,570 | $50,130 | $26,745 | $12,675 | $6,480      | $4,100      | $2,500      | $1,925 | $1,000 |
| Dobles       | $20,890 | $13,370 | $8,350  | $4,310  | $2,670      | $2,020      |             |        |        |

## Cabezas de serie

### Individuales femenino
| Tenista               | Ranking | Preclasificada |
| Sofia Kenin           | 4       | 1              |
| Elina Svitolina       | 5       | 2              |
| Karolína Plíšková     | 6       | 3              |
| Aryna Sabalenka       | 10      | 4              |
| Garbiñe Muguruza      | 15      | 5              |
| Yelena Rybakina       | 19      | 6              |
| Elise Mertens         | 20      | 7              |
| Markéta Vondroušová   | 21      | 8              |
| Maria Sakkari         | 22      | 9              |
| Anett Kontaveit       | 23      | 10             |
| Jennifer Brady        | 24      | 11             |
| Karolína Muchová      | 27      | 12             |
| Yulia Putintseva      | 28      | 13             |
| Amanda Anisimova      | 30      | 14             |
| Ons Jabeur            | 31      | 15             |
| Donna Vekić           | 32      | 16             |
| Ekaterina Alexandrova | 33      | 17             |

- Ranking del 21 de diciembre de 2020.[2]

### Dobles femenino
| Tenista                              | Ranking | Preclasificada |
| Su-Wei Hsieh Barbora Strýcová        | 8       | 1              |
| Elise Mertens Aryna Sabalenka        | 11      | 2              |
| Nicole Melichar Demi Schuurs         | 23      | 3              |
| Kirsten Flipkens Kristina Mladenovic | 33      | 4              |
| Shuko Aoyama Ena Shibahara           | 45      | 5              |
| Alexa Guarachi Desirae Krawczyk      | 51      | 6              |
| Xu Yifan Yang Zhaoxuan               | 64      | 7              |
| Hayley Carter Luisa Stefani          | 68      | 8              |

## Campeonas

### Individual
Aryna Sabalenka venció a  Veronika Kudermétova por 6-2, 6-2

### Dobles
Shuko Aoyama /  Ena Shibahara vencieron a  Hayley Carter /  Luisa Stefani por 7-6(7-5), 6-4